# Svartesjön (Torups socken, Halland, 631266-133969)
Svartesjön är en sjö i Hylte kommun i Halland och ingår i Nissans huvudavrinningsområde.